# Kociper
Kociper je priimek v Sloveniji, ki ga je po podatkih Statističnega urada Republike Slovenije na dan 1. januarja 2010 uporabljalo 459 oseb.

## Znani nosilci priimka
- Agata Kociper (*1957), misijonarka v Braziliji (Amazonija)
- Andrej Kociper, bas-kitarist
- Ivan (Janez?) Kociper (*1942), organist, zborovodja, skladatelj
- Janez Evangelist Kociper (1876—1948), teolog, katehist
- Jožef (Joužek) Kociper (1905—1999), glasbenik kontrabasist (Beltinška banda)
- Jožef Kociper, psihiater in Lidija Kociper, psihologinja, imago terapevtka
- Marko Kociper (*1969), risar stripov, ilustrator
- Maša Kociper (*1972), pravnica in političarka
- Stanko Kociper (1917—1998), pravnik, pisatelj, urednik in publicist
- Štefan Kociper (*1952), sociolog in politik